# Station Curriehill
Curriehill is een spoorwegstation van National Rail in Edinburgh in Schotland. Het station is eigendom van Network Rail en wordt beheerd door ScotRail. 